# Rolls-Royce 10 HP
Rolls-Royce 10 HP (appelée Royce 10 HP) créée sur le modèle de la Decauville par Sir Henry Royce est le premier modèle d'automobile construit en 1904 sous la marque " Royce Company ". Elle deviendra la Rolls-Royce 10HP le 23 décembre 1904 lors de la fondation de l'entreprise Rolls-Royce. Ce modèle avant-gardiste en matière de très grande fiabilité motive Henri Royce et Charles Rolls pour s'associer et fonder la marque de légende Rolls-Royce.

## Historique

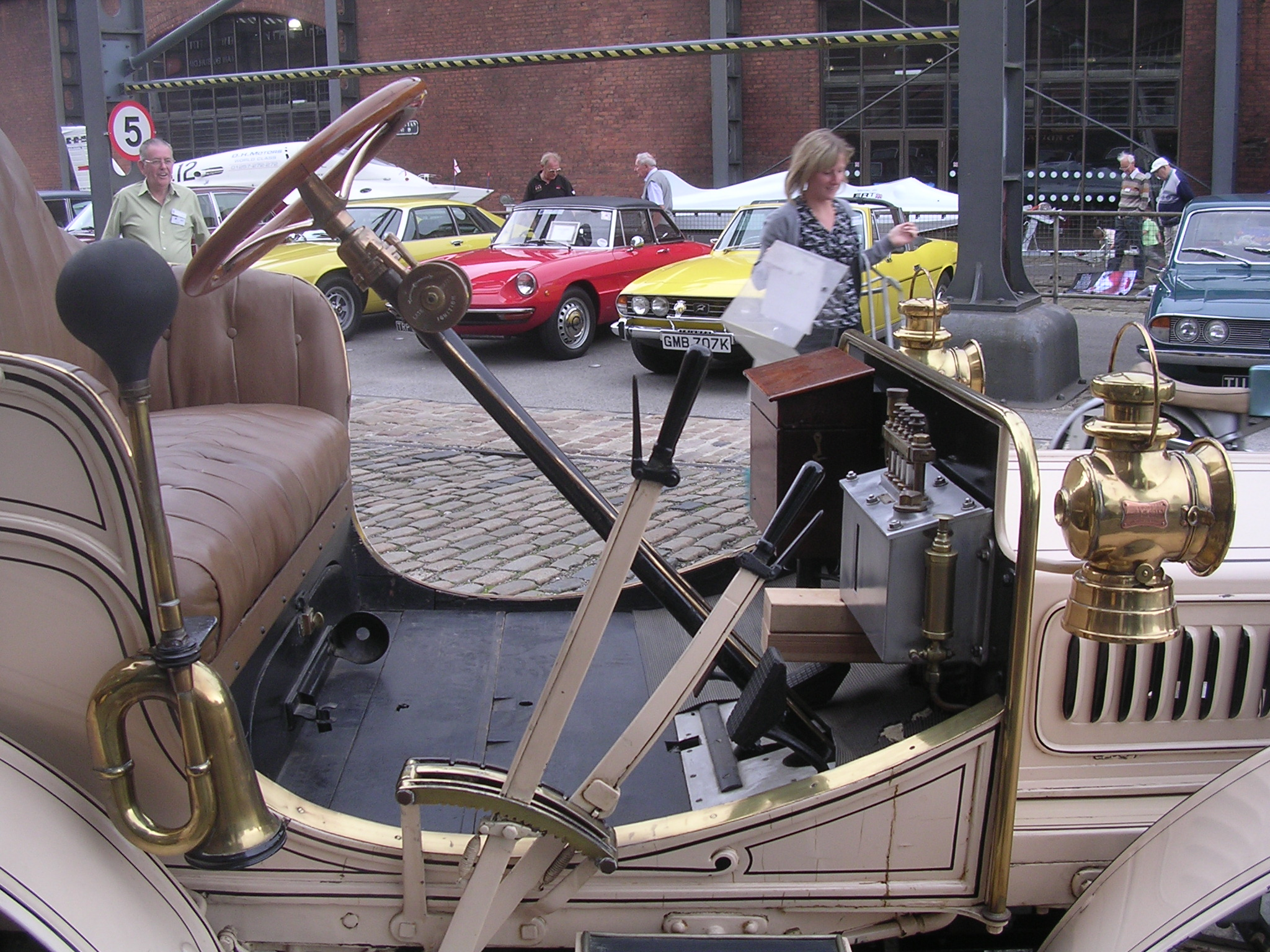
Rolls-Royce 10HP de 1905

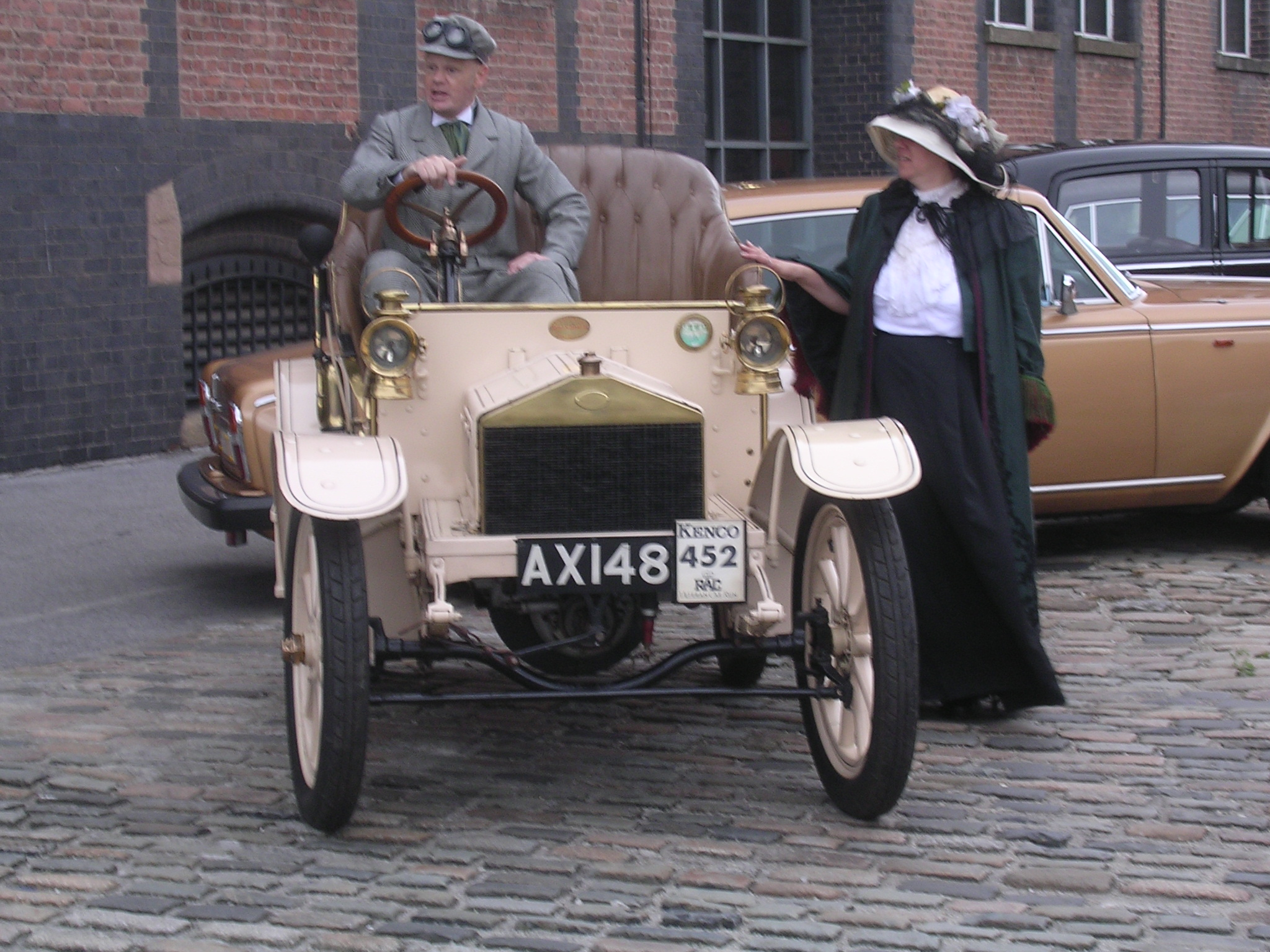
Rolls-Royce 10HP de 1905

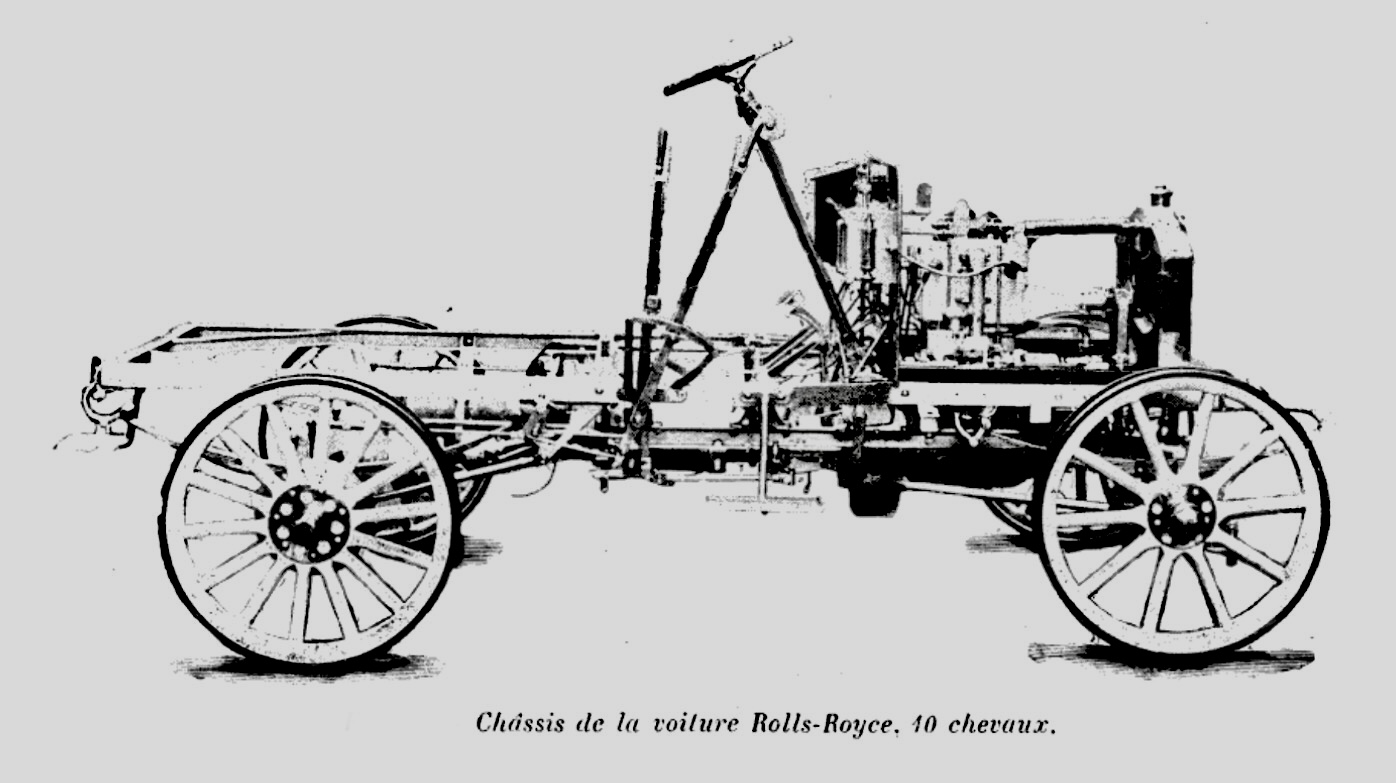
Chassis Rolls-Royce 10HP de 1905

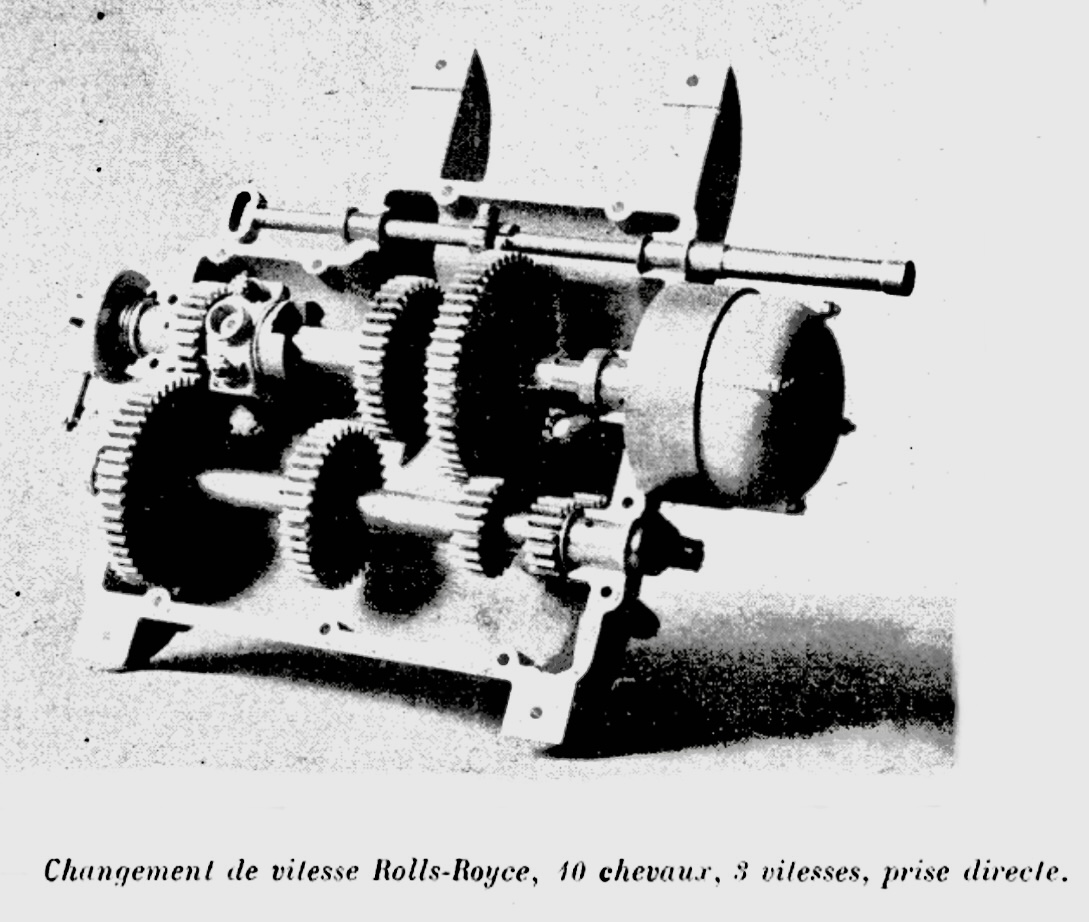
Changement de Vitesse Rolls-Royce 10 HP de 1905

Au début des années 1900, une nouvelle invention excite la curiosité d'Henry Royce : l'automobile. Il se paye une Decauville (De Dion-Bouton) d'occasion pour se rendre à son travail. Sa voiture le déçoit profondément. Elle démarre très mal, surchauffe, est très bruyante, peu puissante, vibre de toute part, est difficile à manier, tombe souvent en panne, est peu confortable, etc. 

## Création de la Royce Company
En 1902, Henri fonde la " Royce Company " à Manchester et fabrique sa propre première  voiture de 2 cylindres et 10 chevaux , la Royce 10 HP en y appliquant tout son génie, son esprit de simplification et de perfectionnisme. En 1903 le résultat est esthétique, luxueux, robuste, fiable, silencieux, confortable, souple, sans aucune vibration, démarre de façon fiable, etc. Il se fait vite une excellente réputation unanime dans tout le pays. 
Elle fait son premier essai sur route le 1er avril 1904 sur une distance de 25 km avec un moteur de 12 chevaux pour 50 km/h avec une vitesse alors limitée à 33 km/h. Elle sera construite à 16 exemplaires dont il subsiste trois modèles dont un exposé au Science Museum de Londres.

## Rencontre avec Charles Rolls
1904 en mai, Charles Rolls à 27 ans, richissime membre de l'aristocratie anglaise, ingénieur en mécanique et en science appliquée de l'Université de Cambridge, pilote pionnier du sport automobile, et important importateur d'automobile d'Europe (Peugeot, Panhard, etc.) pour sa luxueuse concession d'automobile de Piccadilly à Londres). Déçu par le faible niveau technique des voitures d'alors, il daigne rencontrer sans optimisme Henri Royce alors âgé de 41 ans, dont tout le monde parle : 
- Il est emballé par les essais de cette Royce 10 HP. Enfin une voiture anglaise digne de tous les éloges qu'il s'engage à commercialiser sous son nom.

## Fondation de Rolls-Royce
En décembre, Rolls et Royce s'associent et fusionnent leurs entreprises en Rolls-Royce qui se fait immédiatement une réputation fantastique auprès des clients d'automobiles d'élite et aristocratiques de Charles Rolls, pour leur très haut niveau de qualité et de perfection. Les voitures les plus chères, mais aussi les meilleures du monde qui imposent un respect universel dès 1910. La Royce 10 HP devient alors la Royce Rolls 10 HP et est le premier modèle commercialisé par la marque. 